# Pedicia patens
Pedicia (Crunobia) patens là một loài ruồi trong họ Pediciidae. Chúng phân bố ở vùng sinh thái Palearctic.